# Кюма, Фумио
Фумио Кюма (яп. 久間 章生 Кю:ма Фумио, род. 4 декабря 1940, Минамисимабара, префектура Нагасаки, Япония) — японский политик, бывший министр обороны Японии. Член Либерально-демократической партии Японии.
Занимал посты министра обороны (дважды, впервые с 1980 года) и председателя Генерального совета либерально-демократической партии. Кюма окончил Токийский университет в 1964 году и начинал свою карьеру в министерстве сельского хозяйства.
30 июня 2007 года, выступая в университете Рэйтаку, Кюма заявил, что «не держит зла на США за атомные бомбардировки Хиросимы и Нагасаки», потому что «поступок Америки помог положить конец войне и не позволил СССР захватить Японию». Это высказывание вызвало критику со стороны представителей ассоциаций людей, переживших бомбардировку и оппозиционной демократической партии. Под давлением своих сопартийцев Кюма был вынужден извиниться, и позднее, 3 июля, подать в отставку.